# Port lotniczy N’Délé
Port lotniczy N’Délé – krajowy port lotniczy zlokalizowany w N’Délé, w Republice Środkowoafrykańskiej.